# Leichtathletik-Weltmeisterschaften 1993/20 km Gehen der Männer

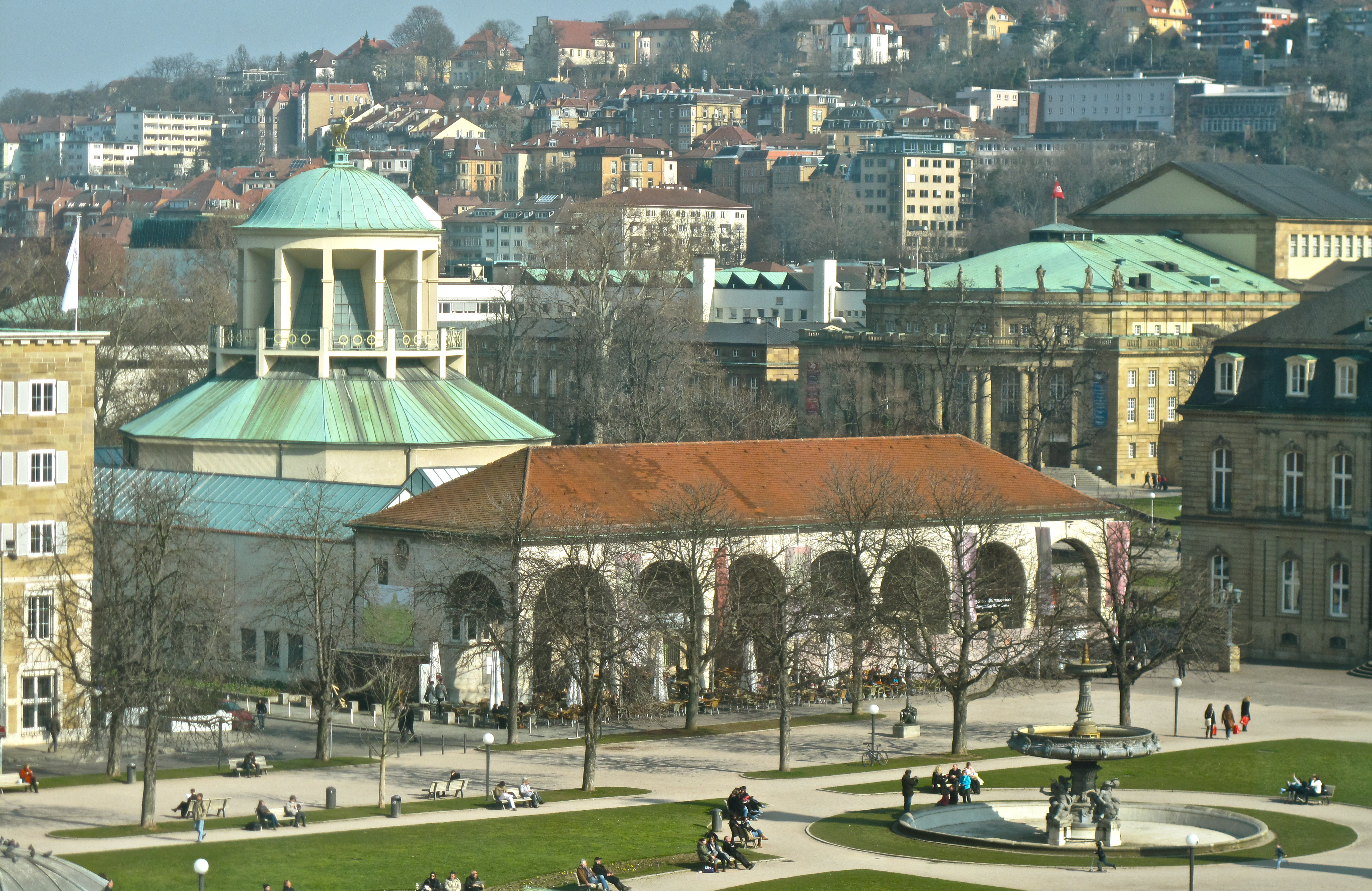
Schlossplatz mit Kunstgebäude und Staatstheater im Hintergrund (2011)

Das 20-km-Gehen der Männer bei den Leichtathletik-Weltmeisterschaften 1993 wurde am 15. August 1993 in den Straßen der deutschen Stadt Stuttgart ausgetragen.
Die spanischen Geher errangen in diesem Wettbewerb mit Gold und Bronze zwei Medaillen. Weltmeister wurde Valentí Massana. Er gewann vor dem italienischen Olympiadritten von 1992 Giovanni De Benedictis. Bronze ging an den Vizeeuropameister von 1990 Daniel Plaza.

## Bestehende Rekorde / Bestmarken
| Weltbestzeit             | 1:18:13 h | Pavol Blažek      | Hildesheim, BR Deutschland | 16. September 1990 |
| Weltmeisterschaftsrekord | 1:19:37 h | Maurizio Damilano | WM 1991 in Tokio, Japan    | 24. August 1991    |

Anmerkung:
Rekorde wurden damals im Marathonlauf und Straßengehen wegen der unterschiedlichen Streckenbeschaffenheiten mit Ausnahme von Meisterschaftsrekorden nicht geführt.
Der WM-Rekord wurde bei diesen Weltmeisterschaften nicht eingestellt und nicht verbessert.

## Durchführung
Hier gab es keine Vorrunde, alle 46 Geher traten gemeinsam zum Finale an.
vor dem italienischen Olympiadritten von 1992 Giovanni De Benedictis. Bronze ging an den Vizeeuropameister von 1990 Daniel Plaza

## Ergebnis

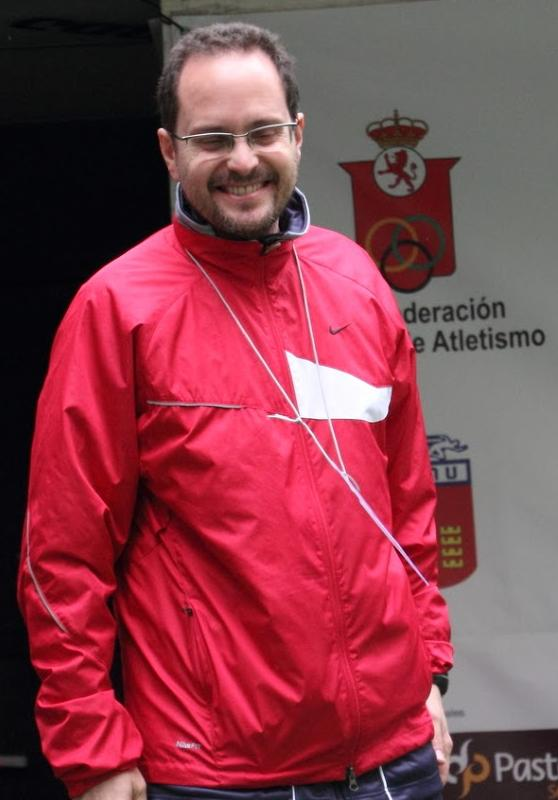
Weltmeister Valentí Massana (hier im Jahr 2013)

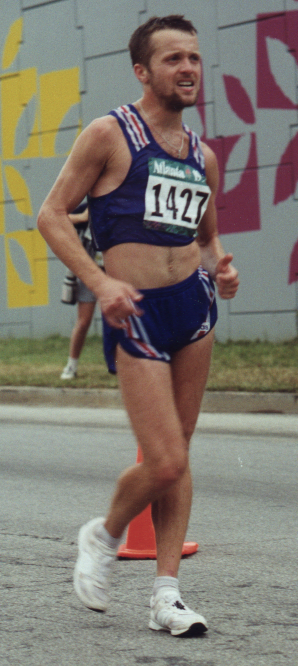
Jean-Olivier Brosseau – Rang sechzehn

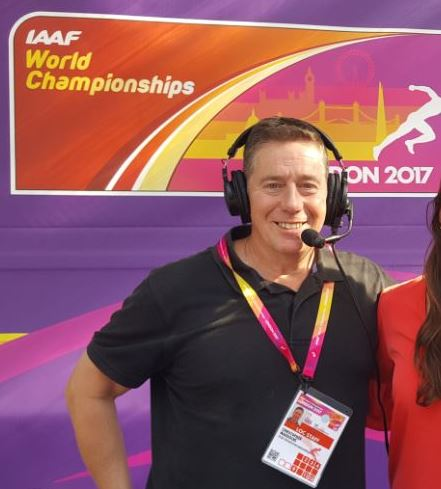
Chris Maddocks (hier als Reporter im Jahr 2017) – Rang 26

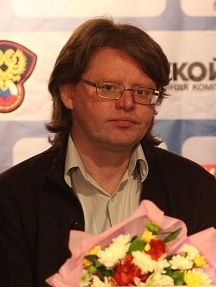
Michail Schtschennikow (Foto: 2009), 1991 Vizeweltmeister – disqualifiziert

15. August 1993, 17:50 Uhr
| Platz | Name                   | Nation              | Zeit (h) |
| ----- | ---------------------- | ------------------- | -------- |
| 1     | Valentí Massana        | Spanien             | 1:22:31  |
| 2     | Giovanni De Benedictis | Italien             | 1:23:06  |
| 3     | Daniel Plaza           | Spanien             | 1:23:18  |
| 4     | Jaime Barroso          | Spanien             | 1:23:41  |
| 5     | Jauhen Missjulja       | Belarus             | 1:23:45  |
| 6     | Sergio Vieira Galdino  | Brasilien           | 1:23:52  |
| 7     | Robert Ihly            | Deutschland         | 1:24:21  |
| 8     | Igor Kollár            | Slowakei            | 1:24:23  |
| 9     | Ignacio Zamudio        | Mexiko              | 1:24:32  |
| 10    | Sándor Urbáni          | Ungarn              | 1:24:40  |
| 11    | Héctor Moreno          | Kolumbien           | 1:24:43  |
| 12    | Viktor Mostóvik        | Moldau              | 1:24:53  |
| 13    | Arturo Di Mezza        | Italien             | 1:24:59  |
| 14    | Jacek Müller           | Polen               | 1:25:24  |
| 15    | Pavol Blažek           | Slowakei            | 1:25:31  |
| 16    | Jean-Olivier Brosseau  | Frankreich          | 1:25:53  |
| 17    | Jozef Pribilinec       | Slowakei            | 1:26:11  |
| 18    | Allen James            | USA                 | 1:26:53  |
| 19    | Wladimir Andrejew      | Russland            | 1:27:01  |
| 20    | Tim Berrett            | Kanada              | 1:27:28  |
| 21    | Denis Langlois         | Frankreich          | 1:28:02  |
| 22    | Stefan Johansson       | Schweden            | 1:28:02  |
| 23    | Tsutomu Takushima      | Japan               | 1:28: 39 |
| 24    | Nicholas A’Hern        | Australien          | 1:28:47  |
| 25    | Viktorias Meskauskas   | Litauen             | 1:28:57  |
| 26    | Chris Maddocks         | Großbritannien      | 1:29:22  |
| 27    | Scott Nelson           | Neuseeland          | 1:29: 17 |
| 28    | Jan Staaf              | Schweden            | 1:29: 29 |
| 29    | Gyula Dudás            | Ungarn              | 1:29: 46 |
| 30    | Darrell Stone          | Großbritannien      | 1:32:55  |
| 31    | Grigori Kornew         | Russland            | 1:33:16  |
| 32    | Hatem Ghoula           | Tunesien            | 1:33:24  |
| 33    | Vladimir Ostrovski     | Israel              | 1:35:41  |
| 34    | Abdelwahab Ferguène    | Algerien            | 1:35:48  |
| 35    | Sverre Jensen          | Norwegen            | 1:35:53  |
| DNF   | Valeriy Borisov        | Kasachstan          |          |
| DNF   | Franz Kaszjukewitsch   | Belarus             |          |
| DNF   | Li Mingcai             | Volksrepublik China |          |
| DNF   | Andy Penn              | Großbritannien      |          |
| DSQ   | Walter Arena           | Italien             |          |
| DSQ   | Costica Balan          | Rumänien            |          |
| DSQ   | Daniel García          | Mexiko              |          |
| DSQ   | Yuriy Kuko             | Belarus             |          |
| DSQ   | Hirofumi Sakai         | Japan               |          |
| DSQ   | Bernardo Segura        | Mexiko              |          |
| DSQ   | Michail Schtschennikow | Russland            |          |
| DNS   | Sergey Shildkret       | Aserbaidschan       |          |
| DNS   | Jonathan Matthews      | USA                 |          |

## Video
- 4270 World Track & Field 1993 20km Walk Men auf youtube.com, abgerufen am 5. Mai 2020